# Photokina

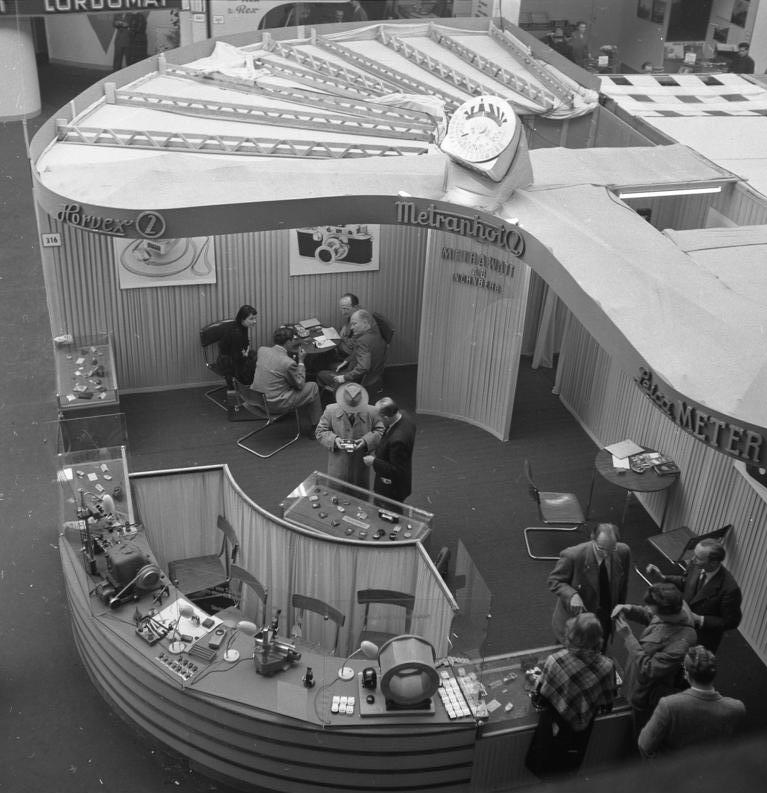
Photokina 1954

Veletrh Photokina je největší veletrh a festival v oboru fotografie (heslo veletrhu zní world of imaging) a je považován za jeden z hlavních z fotografických oborů. Koná se každé dva roky na podzim v Kolíně nad Rýnem. Poslední nesl pořadí 24 a konal se 21. až 26. září 2010, další byl 18. až 23. září 2012.
Na Photokině vystavuje asi 1 600 dodavatelů z 50 zemí a představuje své výrobky a služby na prostoru o rozloze přibližně 200 000 metrů čtverečních. V letech 2002 a 2004 organizátoři napočítali 160 000 návštěvníků.

## Význam

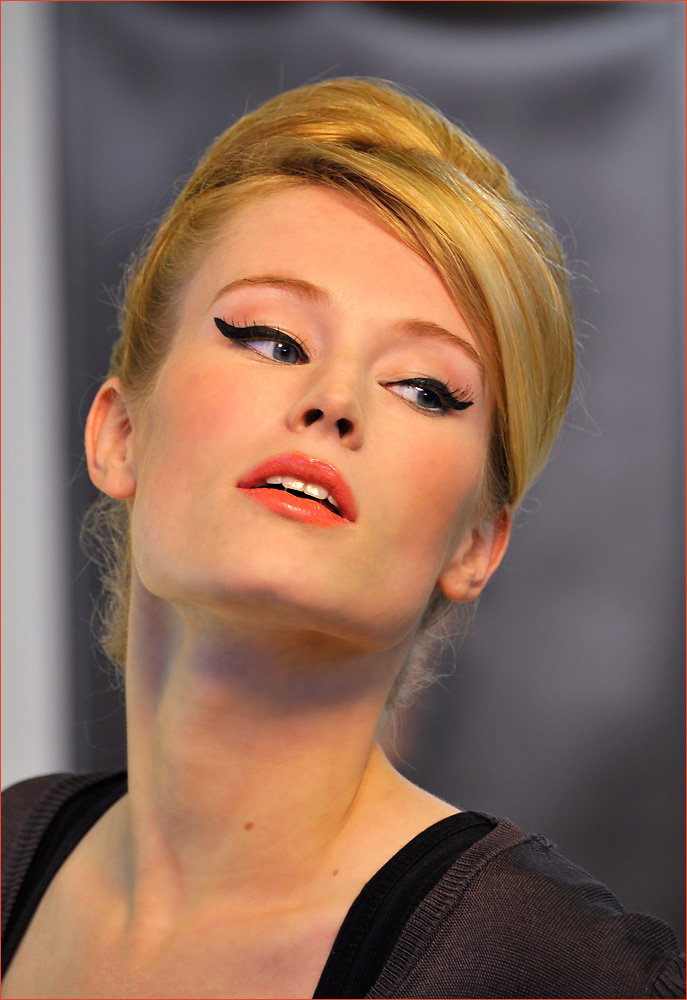
Portrét modelky z workshopu v ateliéru

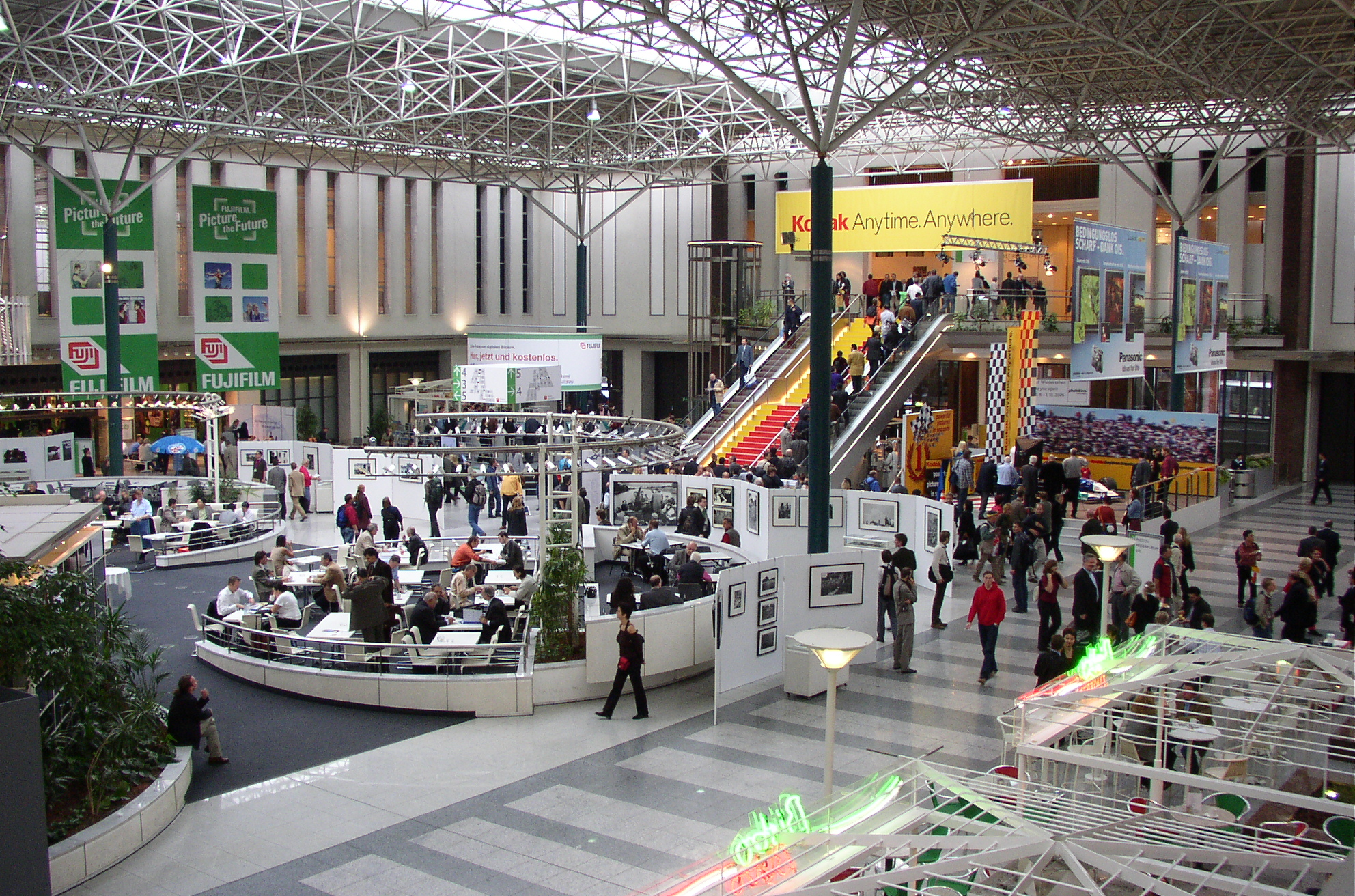
Photokina 2004

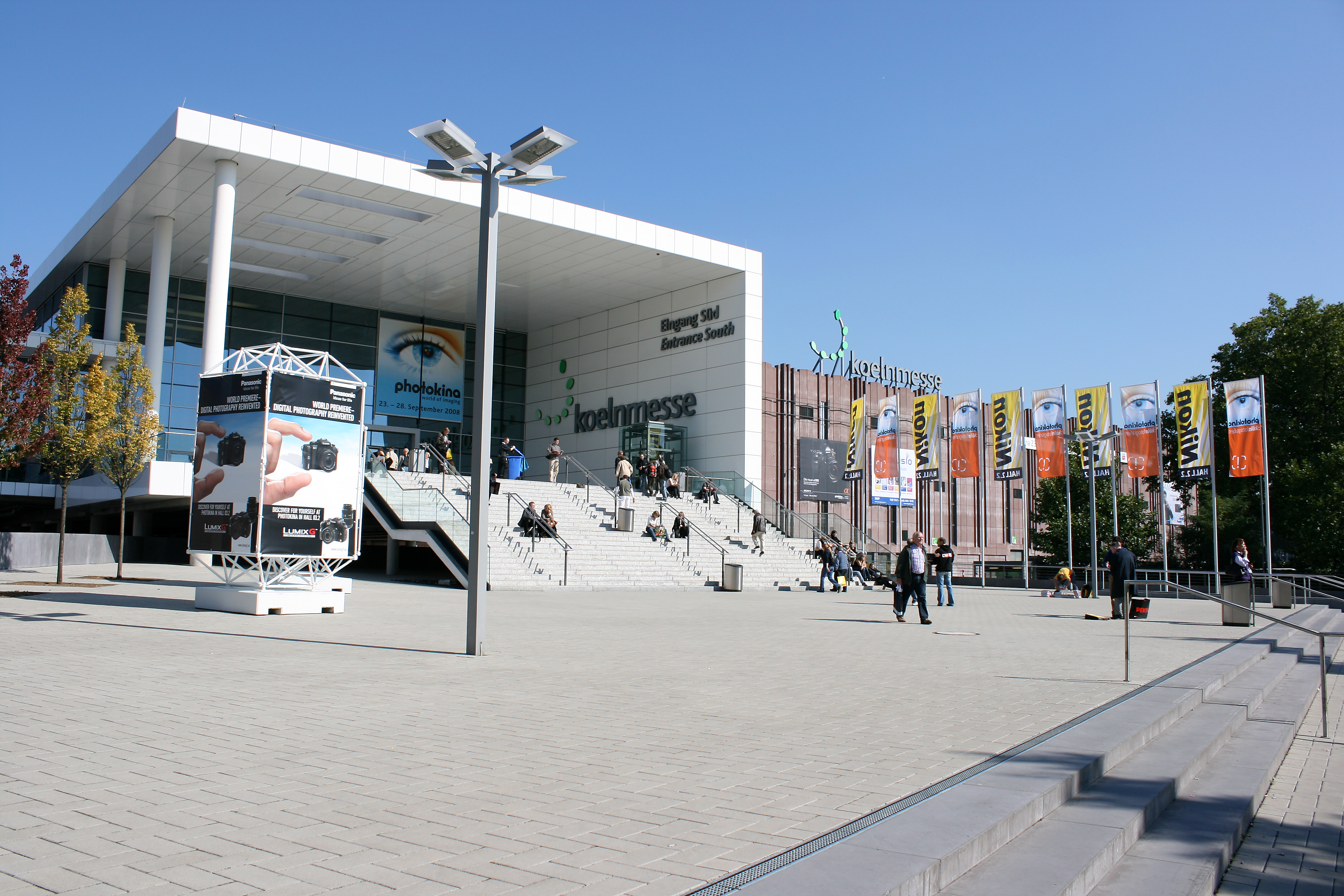
Jižní vchod Photokina 2008

Na veletrhu se představují nové produkty fotografického průmyslu. Prezentují se také vydavatelé knih a fotografické magazíny, návštěvníci mohou získat informace o fotografii a vyzkoušet si nové výrobky, zhlédnout hostující fotografické výstavy a samozřejmě také nové trendy. Představují se fotoaparáty a videokamery včetně příslušenství, způsob ukládání digitálních dat, digitální zpracování obrazu, domácí tisk, mobilní zobrazování, domácí kino, diapozitivní technika a příslušenství, rámečky a alba a další související produkty. V rámci profesionální technologie se představují profesionální fotoaparáty a studiové osvětlení, vybavení fotoateliéru, způsoby digitálního zobrazování a vydavatelství, velkoplošný tisk, vybavení velkých i malých laboratoří, úpravy fotografií, zobrazovací služby, datové a video projektory, interaktivní prezentační systémy, profesionální video- a audiotechnika a audiovizuální služby.
Na veletrhu Photokina se předávají různá ocenění a ceny, například Deutscher Kamerapreis, probíhá zde celá řada workshopů, při kterých lektoři předvádějí fotografickou techniku, nasvícení a aranžování předmětů a živých modelů.

## Historie
První Photokina se konala v roce 1950 z iniciativy prezidenta společnosti Fotoverband Bruno Uhla. Jako rámcový program bylo zvoleno takzvané „prohlížení obrazů“, které v prvních letech organizoval Fritz Gruber.
V pořadí 23. ročník se konal 28. září 2008, 24. ročník se konal 21. až 26. září 2010.